# 三遊亭佑行
三遊亭 佑行（さんゆうてい ゆうこう 、1958年10月21日 - ）は、五代目円楽一門会所属の落語家を経て現在はフリー。千葉県我孫子市出身。本名∶山﨑 博司。出囃子∶「さいこどんどん」、定紋∶三ツ組橘。

## 略歴
- 1981年（昭和56年）9月 - 5代目三遊亭圓楽に入門。三遊亭イワシと名乗る。
- 時期不明 - めざし、いわし、哲楽と次々に改名。
- 1984年（昭和59年）10月 - 二ツ目に昇進。
- 1987年（昭和62年）10月 - 楽玄斎に改名。
- 1989年（平成元年）3月 - 真打昇進。喜八楽に改名。
- 2020年（令和2年）8月 - 「佑行」に改名。
- 2021年(令和3年)8月 - 五代目円楽一門会を退会しフリーになる。

2024年現在、円楽一門会のサイトに名前はあるが、東京かわら版「東都寄席演芸家年鑑２」（2023年発行）からは写真と系図からも名前が消えている。